# Torneo de las Cinco Naciones 1986
El Torneo de las Cinco Naciones de 1986 fue la 92° edición del principal Torneo del hemisferio norte de rugby.
El campeonato fue compartido entre las selecciones de Escocia y Francia.

## Clasificación
| Lugar | Selección  | Partidos | Partidos | Partidos  | Partidos | Puntos  | Puntos    | Puntos | Tabla de puntos |
| Lugar | Selección  | Jugados  | Ganados  | Empatados | Perdidos | A favor | En contra | dif.   | Tabla de puntos |
| ----- | ---------- | -------- | -------- | --------- | -------- | ------- | --------- | ------ | --------------- |
| 1     | Francia    | 4        | 3        | 0         | 1        | 98      | 52        | +46    | 6               |
| 1     | Escocia    | 4        | 3        | 0         | 1        | 76      | 54        | +22    | 6               |
| 3     | Gales      | 4        | 2        | 0         | 2        | 74      | 71        | +3     | 4               |
| 4     | Inglaterra | 4        | 2        | 0         | 2        | 62      | 100       | -38    | 4               |
| 5     | Irlanda    | 4        | 0        | 0         | 4        | 50      | 83        | -33    | 0               |

## Resultados
| 18 de enero | Inglaterra | 21 - 18 | Gales | Twickenham Stadium, Londres |  |

| 18 de enero | Escocia | 18 - 17 | Francia | Estadio Murrayfield, Edimburgo |  |

| 1 de febrero | Francia | 29 - 9 | Irlanda | Parc des Princes, París |  |

| 1 de febrero | Gales | 22 - 15 | Escocia | Cardiff Arms Park, Cardiff |  |

| 15 de febrero | Escocia | 33 - 6 | Inglaterra | Estadio Murrayfield, Edimburgo |  |

| 15 de febrero | Irlanda | 12 - 19 | Gales | Lansdowne Road, Dublín |  |

| 1 de marzo | Gales | 15 - 23 | Francia | Cardiff Arms Park, Cardiff |  |

| 1 de marzo | Inglaterra | 25 - 20 | Irlanda | Twickenham Stadium, Londres |  |

| 15 de marzo | Irlanda | 9 - 10 | Escocia | Lansdowne Road, Dublín |  |

| 15 de marzo | Francia | 29 - 10 | Inglaterra | Parc des Princes, París |  |

## Premios especiales
- Copa Calcuta:  Escocia